# 아름다운 비밀 (2015년 드라마)
《아름다운 비밀》(美丽的秘密)은 2015년 방송되었던 중국의 드라마이다.

## 소개
- 생모에게 버림받은 아픈 과거를 가지고 있지만, 꿋꿋하게 유명 가수로 성장해 가는 씩씩한 캔디걸의 이야기

## 등장 인물
- 빅토리아 - 장메이리 역
- 하윤동 - 관이 역
- 리잉 (李颖) - 왕쉬엔 역
- 현자 (弦子) - 쉬러린 역
- 위천상 (Shawn Wei) - 청웨이펑 역
- 소우미 - 장메이옌 역

## 참고 사항
- 2016년 2월 19일 중국에서 종영한지 한달만에 대한민국의 방송사 MBC에서 VOD 저작권을 구입했다. 한국 제목은 '아름다운 비밀'이다.